# أولريش كيرشهوف
أولريش كيرشهوف (بالألمانية: Ulrich Kirchhoff) هو لاعب فروسية استعراضية ‏ ألماني، ولد في 9 أغسطس 1967 في لونه في ألمانيا.

## وصلات خارجية
- أولريش كيرشهوف على موقع الاتحاد الدولي للفروسية (الإنجليزية)
- أولريش كيرشهوف على موقع FEI (رابط بديل) (الإنجليزية)
- أولريش كيرشهوف على موقع اللجنة الأولمبية الدولية (الإنجليزية)
- أولريش كيرشهوف على موقع أوليمبيديا (الإنجليزية)